# Sobór św. Dymitra Sołuńskiego we Włodzimierzu

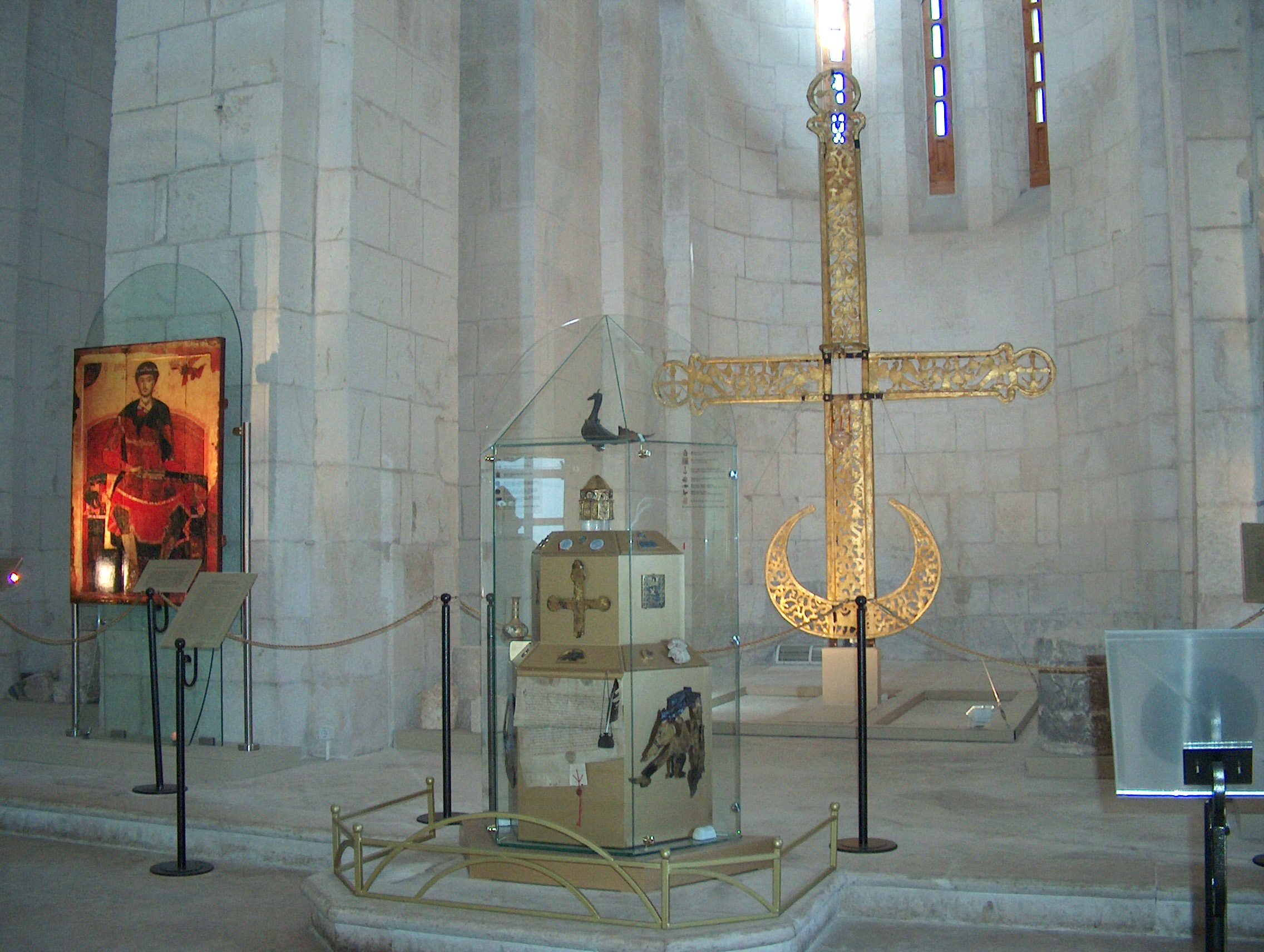
Wnętrze

Sobór św. Dymitra Sołuńskiego we Włodzimierzu – prawosławny sobór we Włodzimierzu nad Klaźmą.
Fundatorem cerkwi był Wsiewołod III Wielkie Gniazdo, który wzniósł świątynię w kompleksie swojego dworu. Prace budowlane nad obiektem trwały w latach 1194–1197. Mniej wiarygodne są oparte na latopisach twierdzenia sugerujące, że sobór istniał już w 1191. Obiekt był znaczącym ośrodkiem kultu św. Dymitra Sołuńskiego, przechowywano w nim relikwie jego szaty oraz fragment nagrobka.
W 1219 do świątyni dostawiono boczne galerie, w tym roku obiekt został ponownie poświęcony. Według części autorów sobór był obudowany od zewnątrz galeriami i schodami od początku swojego istnienia. Budynek pełnił funkcje świątyni dworskiej do XV wieku, jednak już od XIV w. poważnie podupadał. W 1380 przechowywana w nim ikona patronalna została przewieziona przez Dymitra Dońskiego z Włodzimierza do Moskwy. W 1536 spłonął dach soboru. Po remoncie do świątyni dostawiono obszerny przedsionek.
W latach 1838–1847 sobór został przebudowany według projektu architekta gubernialnego Pietrowa, na wyraźnie polecenie cara Mikołaja I, zdaniem którego obiektowi powinien zostać przywrócony pierwotny wygląd. W czasie rekonstrukcji, prowadzonej w oparciu o dziewiętnastowieczną wizję architektury staroruskiej, zniszczono galerie otaczające sobór.
W 1919 cerkiew została zamknięta i stała się jednym z obiektów muzeum we Włodzimierzu. Od tego czasu była jeszcze kilkakrotnie remontowana (1937, 1941–1952, 1973–1976). Ostatnia renowacja miała miejsce w latach 1999–2004, gdy zabezpieczono płaskorzeźby i wymieniono krzyż na kopule. Budynek nadal pełni funkcje muzealne.
Sobór św. Dymitra jest cerkwią jednokopułową, wzniesioną z białego kamienia, bogato dekorowaną zewnętrznie (płaskorzeźby, półkolumny). Od strony wschodniej zlokalizowane jest pomieszczenie ołtarzowe z trzema absydami. Do 1838 cerkiew posiadała bezpośrednie połączenie z budynkiem dworu, które po wymienionej dacie zostało rozebrane. Obiekt wieńczy pojedyncza złocona kopuła na bogato dekorowanym bębnie. Łącznie na ścianach obiektu znajduje się 1300 płaskorzeźb z motywami roślinnymi, zwierzęcymi oraz z całymi scenami z historii oraz mitologii. Widoczne są w nich zarówno tradycje pogańskie, jak i wpływy sztuki zachodniej (romańskiej), sztuki bizantyjskiej, wreszcie ludowa tradycja ziemi włodzimierskiej. We wnętrzu soboru zachowały się resztki fresków przedstawiających sceny Sądu Ostatecznego z XII wieku. 
Sobór jest określany w literaturze jako najwybitniejsze dzieło architektury sakralnej na ziemi włodzimierskiej i suzdalskiej, jeden z najwspanialszych zabytków okresu przedmongolskiego w architekturze ruskiej.